# Detling
Detling is een civil parish in het bestuurlijke gebied Maidstone, in het Engelse graafschap Kent. In 2011 telde het civil parish 796 inwoners.